# Polar Seafood Denmark
Polar Seafood Danmark A/S er en grønlandsk-dansk fødevarevirksomhed med hovedsæde i Vodskov. Virksomheden er ejet af grønlandske Polar Seafood Greenland (52 %) og danske PSD Holding ApS. Polar Seafood Danmark A/S havde i regnskabsåret 2009 en omsætning på 1,697 mia. kr. og et nettoresultat på 30,795 mio. kr. Det gennemsnitlige antal medarbejdere var 137 (2009).
Polar Seafood er eksportør af frosne fisk og skaldyr. Selskabets produkter omfatter bl.a. torsk, rødfisk, konge - og snekrabber, hellefisk og koldvandsrejer. Fiskeprodukterne er hovedsageligt fra Nordatlanten og Barentshavet.